# Dublany (gmina w powiecie samborskim)
Dublany – dawna gmina wiejska w powiecie samborskim województwa lwowskiego II Rzeczypospolitej. Siedzibą gminy były Dublany.
Gminę utworzono 1 sierpnia 1934 r. w ramach reformy na podstawie ustawy scaleniowej z dotychczasowych gmin wiejskich: Dublany, Kranzberg (od 4 maja 1939 Wieńczyce), Nowoszyce, Ozimina i Prusy.
Po II wojnie światowej obszar gminy znalazł się w ZSRR.